# Кузяк Теодор Онуфрійович
Теодор (Федір, Фецко) Онуфрійович Кузяк (псевдонім Нестор Чепіга, 25 грудня 1926 р., с. Бортне, Горлицький повіт, Краківське воєводство, Польща — 26 вересня 2010, м. Горлиці,  Малопольське воєводство, Польща) — письменник, гуморист, живописець на історичну тематику, журналіст і громадський діяч лемківської громади в Польщі.

## Біографія
Закінчив базову школу у Бортному. Навчався у сільськогосподарчому училищі в Маластові, але перед закінченням був вивезений на примусові роботи до Австрії, а потім до Угорщини, звідки йому вдалося втекти. Був призваний у Червону Армію, воював в Угорщині і Австрії. Після війни повернувся до Бортного, але 1947 р. був примусово переселений в рамках Акції «Вісла». Як і багато його односельців, опинився в Лісці коло міста Легниця.
Дебютував 1964 оповіданням у газеті «Наше слово» (Варшава). 1965 р. переселився до м. Ряшів. Працював у лісництві, управлінні торгівлі, керівником універмагу (1966–86). Голова Товариства польсько-української дружби (1972–86).
Видавництво «Наша Загорода» видало дві збірки оповідань і гуморесок Теодора Кузяка: в 1999 р. «Давно, то были часы…» і в 2001 р. «Догасаюча Ватра». Писав переважно лемківським діалектом.
Похований у м. Ряшів Підкарпатського воєводства, Польща.